# گریمن
شهر گریمندر ایالت مکلنبورگ-فورپومرن در کشور آلمان واقع شده‌است.